# ミニッツレーサー

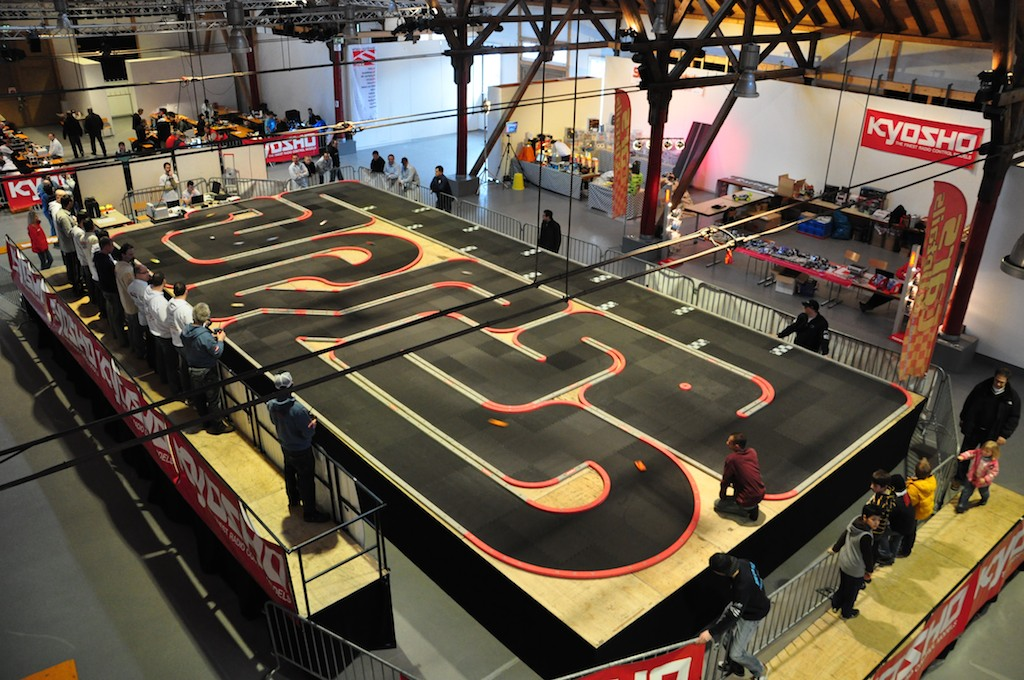
ミニッツレーサーのレース

ミニッツレーサー(MINI-Z RACER)は、京商が1999年から販売している小型のラジコンカーモデルである。

## 概要
表記は「MINI-Z」であり、これを「ミニッツ」と読む(一部海外ではミニズィーと発音)。
一見するとトイRCカーにも見える見た目だが、比例制御が可能なRCシステムを搭載しており、小スケールながら本格的な仕様となっている。
ラジコンカーの主流である1/10スケールの物と同様に、車体改造の各種オプションパーツが京商をはじめ数社から販売されており、公式レースとして「MINI-Z CUP」が販売元の京商により開催されている。
2014年4月現在、世界累計販売台数が150万台を超え、近年のR/Cカーモデルでは異例の販売台数を記録する。

## ラインナップ
- ミニッツ製品リスト[1]
  - MINI-Z RACER         (1/27 EPツーリング)
  - MINI-Z RACER FORMULA (1/24 EPフォーミュラ)
  - MINI-Z OVERLAND      (1/28 EPクロスカントリー)
  - MINI-Z MONSTER       (1/30 EPモンスタートラック)
  - MINI-Z AWD           (1/27 EPツーリング)
  - MINI-Z Lit           (コンパクトカー)
  - MINI-Z BUGGY         (1/24 EPバギー)
  - MINI-Z Moto Racer    (1/18 EPバイク）
  - MINI-Z 4×4　（クローラー）
  - MINI-Z フォーミュラーボート　（パワーボート）

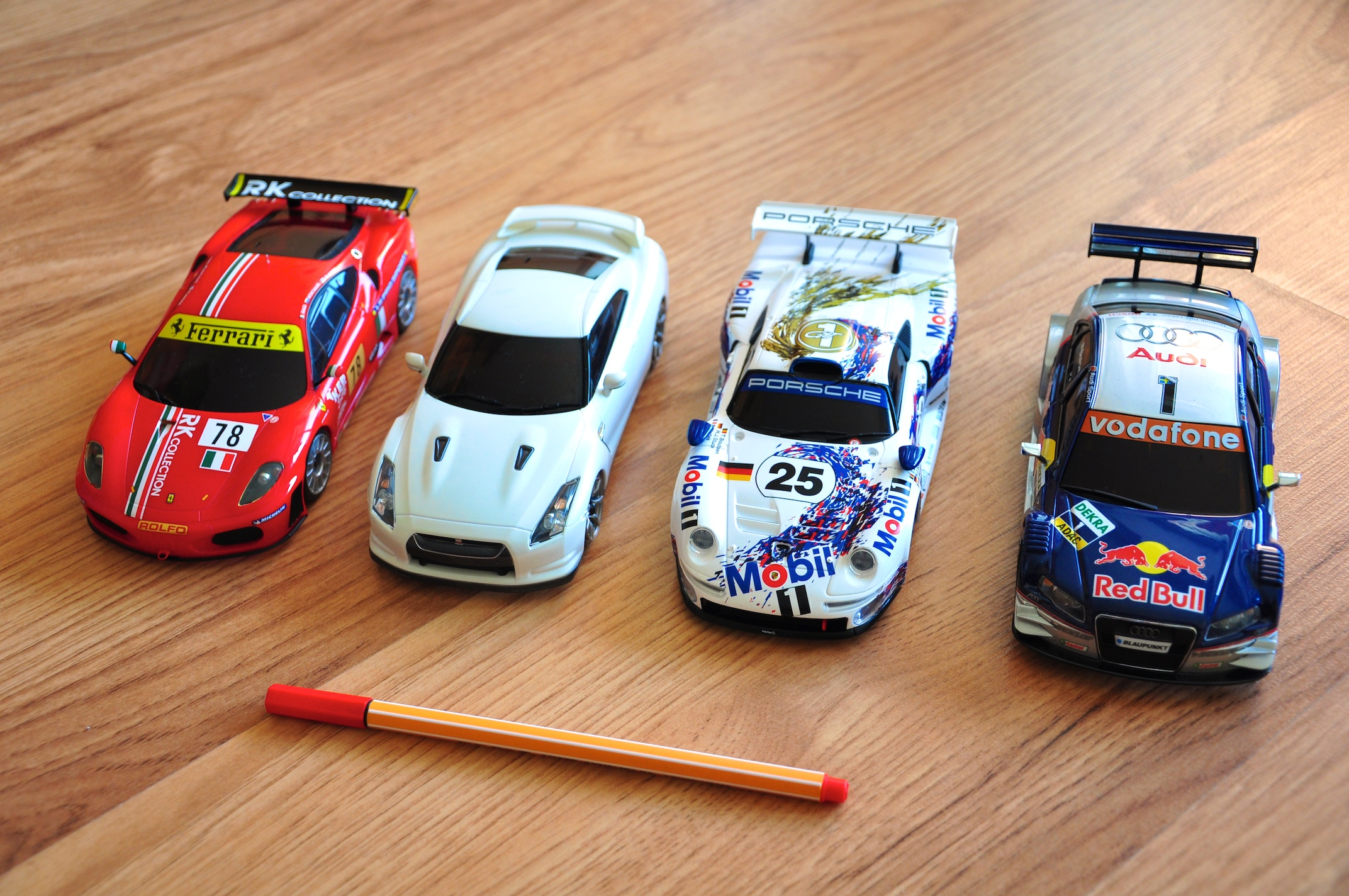
ミニッツレーサーシリーズ

### ミニッツレーサーシリーズ
ミニッツシリーズの主軸商品である、スポーツカーやレーシングカーのシリーズ。全てダイレクトドライブRWD方式。

#### MR-01系
MR-01シャシー
1999年に発売された、初代ミニッツレーサー。MR-015シャシーの発売により現在は廃盤。
MR-015シャシー
2005年に発売。シャシー幅はMR-01シャシーと同じであり、MR-02シャシーのパーツを多く流用できるようになった。

#### MR-02系
MR-02シャシー
2003年に発売。幅が広く低重心、主にスーパーカーをラインナップしている。モーターをミッドシップに搭載可能なMMモーターマウントが追加された。

#### MR-03系
MR-03シャシー
2009年10月に発売された、ASF 2.4GHz対応機種。従来からのホイールベース長の可変に加え、トレッドの変更も可能となり、これまでに発売されてきた全てのミニッツレーサー用ボディの装着が可能となった。

### ミニッツフォーミュラカーシリーズ

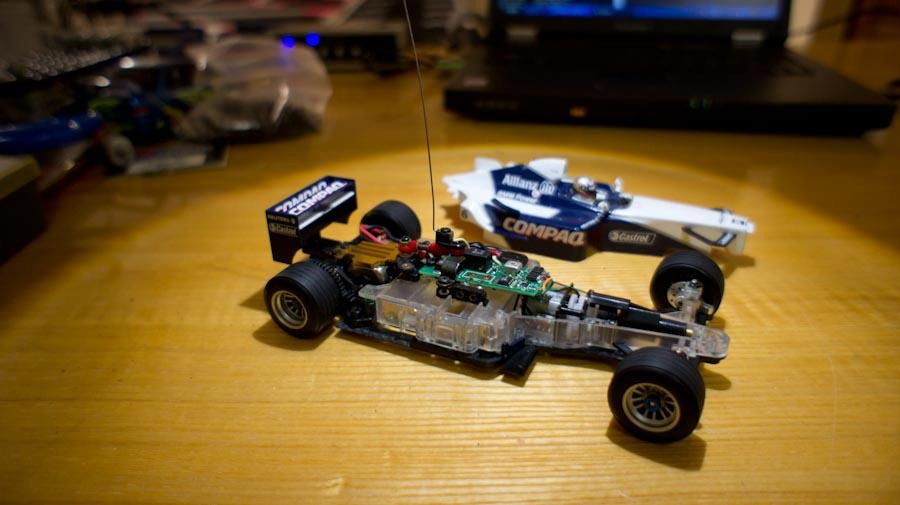
ミニッツ フォーミュラカー

フォーミュラカーのシリーズ。
MF-010シャシー
2001年発売。フォーミュラ１（F1）形状のボディを搭載することができるシャシー。当初24Mhz帯のAMバンドのみであったが、後にASF基板を搭載したモデルも発売される。
MF-015シャシー
2012年2月1日発売。近年のフォーミュラカーの形状に対応するため、MF-010シャシーをベースにスリム化された。その際、TikiTikiモード搭載の基板となり、ジャイロユニットを搭載可能となった。

### ミニッツオーバーランドシリーズ
主にパジェロ、ハリアーなどのクロスカントリーのシリーズ。2002年発売。

### ミニッツモンスターシリーズ
モンスタートラックのシリーズ。2003年発売。

### ミニッツAWDシリーズ
シリーズ唯一の四輪駆動形式。ドリフトタイヤを装着しドリフト走行を楽しめるタイプもある。

### ミニッツリットシリーズ
軽自動車、コンパクトカーのシリーズ。2006年発売。専用のバッテリーを使用。

### ミニッツバギーシリーズ
MB-010シャシー
レーシングバギーのシリーズで、4輪駆動。発売当初の車種はOPTIMA。後にLAZER ZX-5などが発売される。2011年発売。

### ミニッツモトレーサーシリーズ
MC-10シャシー
2012年4月に発売された、1/18スケールのRCバイク。第一弾は「YAMAHA YZR-M1」。車体側の動力源は3.7VのLiPoバッテリーで、送信機はKT-19を使用する。四輪車に比べると操縦は難しく、習熟が必要。

## ボディ
ミニッツシリーズに使用されているプラスチック製ボディは、従来のポリカーボネート製ボディに比べ、RCカー用としては非常に精密な作りとなっている。商品としては、塗装済みの物と未塗装のホワイトボディとに分かれている。以前の塗装済み商品にはグロスコート（光沢処理）がなされ、ペイントやデカールが保護されていたが、2008年9月以降の物からは手磨き処理される「ファインハンドポリッシュ」に変更された（ただし、表面にトップコートがなされていないため、デカールが剥がれやすくなっている）。なお、これらのボディは販売停止になっている物も多く、再発売の回数が少ないため、一部の人気・有名車種はネットオークションなどで高値が付くことがある。
ミニッツバギーシリーズは今までのミニッツシリーズと異なり、シリーズで唯一ポリカーボネート製ボディが採用されている。

## 送信機
送信機がセットになっているものと、別売りになっているものとがある。付属の送信機については、以下の通り。
AM 27MHz
- PERFEX KT-2（旧標準送信機）、MR-01に付属
- PERFEX KT-5（標準送信機）MR-02、MR-015、フォーミュラ等ほとんどのAM方式で採用

FM 27MHz BETバンド
- PERFEX KT-7（ミニッツLit用/FM方式 BETBAND）

ADバンド 25MHz
- EX-5AD（ADバンド仕様のレディセット同梱、近藤科学製オプションとは違い液晶部分が省かれているなどコスト低減されている。）

ASF 2.4GHz
- PERFEX KT-18

FHS 2.4GHz
- KT-19（ミニッツモトレーサー、ミニッツスポーツシリーズ専用）

別売りの送信機については、以下の通り。
ASF 2.4GHz
- KOPROPO： EX-1 ASF（KIY）、RF-901SM モジュール ＋ 対応送信機、RF-902SM モジュール ＋ EX-10 eurus、ESPRIT4 ASF
- 京商：Syncro EX-6、EX-5UR ASF

FHS 2.4GHz
- Syncro Touch KT-432PT

MHS 2.4GHz
- KOPROPO：EX-2、EX-RR
- 京商：Syncro EX-6

## レース
公式レースとして2003年から「MINI-Z CUP」、2010年から「地元カップ」が販売元の京商により開催されている。
レースカテゴリー
レースカテゴリー（「クラス」と呼称）は主にシャシー別にカテゴライズされており、毎年いくつかのクラスに分けられている。主にボディ、モーター、シャシーの種類によって分類される。なお、これまでにオーバーランド、モンスター、リットのシャシーはレースカテゴリーとして開催されていない。
オープンクラス
京商製ミニッツレーサーシリーズすべてのボディが使用可能。モーターはXSPEED Vモーター及び、2013年度からはTeam ORION XSPEED VEモーターが使用可能になった。
GTクラス
実車界における、GTカテゴリ（SUPERGT、DTM）等、市販車をベースにレース用車両に改良されたボディを搭載したクラス。使用可能なボディは毎年レギュレーションにて指定される。
コンパクトクラス
HMモーターマウントを使用し、ミニクーパーSやビートルなど、コンパクトカーボディを使用したクラス。使用可能なボディは毎年レギュレーションにて指定される。2013年度現在ではノーマルモーターのみ使用可。
JSCCクラス
JSCCとは（Japan Sport Car Challenge）の略であり、日本国産の市販車モデルのボディのみ使用可能としたクラス。使用可能なボディは毎年レギュレーションにて指定される。2013年度現在ではノーマルモーターのみ使用可。
AWDクラス
ミニッツAWDを使用したクラス。
フォーミュラクラス
ミニッツF1を使用したクラス。
ミニッツバギークラス
ミニッツバギーを使用したクラス。